# ノヴィ・イスカル
ノヴィ・イスカル（ブルガリア語: Нови Искър、[ˈnɔvi iskɐr]）は、ブルガリアのソフィア市内にある町。しばしば、ソフィアの北の郊外とされる。ソフィア渓谷の北部に位置し、町のちょうど北からイスカル峡谷がはじまる。
1974年5月、アレクサンダル・ヴォイコフ、グニリャネ、クリロの3村が合併し成立した。このうちアレクサンダル・ヴォイコフ村は1955年、クマリツァ村とスラヴォヴツィ村の合併により成立していた。かつては農村地帯だったが、今日では市街化されている。
町内はスラヴォヴツィ (Slavovtsi) 、クマリツァ (Kumaritsa) 、クリロ (Kurilo) 、イズグレフ (Izgrev) 、グニリャネ (Gnilyane) の5地区からなる。
サウスシェトランド諸島のスノー島にあるクリロ岬は、町内のクリロ地区にちなんで命名された。